# San Sebastián Xolalpa
San Sebastián Xolalpa är en ort i Mexiko, tillhörande kommunen Teotihuacán i delstaten Mexiko. San Sebastián Xolalpa ligger i den centrala delen av landet och tillhör Mexico Citys storstadsområde. Orten hade 5 383 invånare vid folkmätningen 2010.